# Flabelligera pennigera
Flabelligera pennigera är en ringmaskart som beskrevs av Ehlers 1908. Flabelligera pennigera ingår i släktet Flabelligera och familjen Flabelligeridae. Inga underarter finns listade i Catalogue of Life.